# Nowokajakient
Nowokajakient (ros. Новокаякент) – wieś w Rosji, w Dagestanie, w rejonie kajakienckim. W 2010 liczyła 5130 mieszkańców, głównie Kumyków.